# Race Course
Race Course ist eine Landstadt im Süden von Jamaika. Die Stadt befindet sich im County Middlesex im Parish Clarendon. Im Jahr 2010 hatte Race Course eine Einwohnerzahl von 3.016 Menschen.

## Geografie
Race Course liegt in der südlichsten Landzunge von Jamaika, wenige Kilometer von der Küste entfernt. Die kultivierte Landschaft um den Ort herum, die für den Anbau von Agrarprodukten genutzt wird,  ist eingeebnet und liegt im Durchschnitt 10 Metern über den Meeresspiegel. Race Course liegt westlich des Flusses Rio Minho, der größte Wasserlauf der Insel. Zwischen dem Ort und der Küste wurde ein großer Landstrich zu künstlichen Zuchtteichen der Firma Transglobal Aquaculture LTD. umgewandelt.
Die nächste Ortschaft ist im Osten die kleine Siedlung Gowrie, welche sich in direkter Nachbarschaft befindet. Ebenfalls östlich, ungefähr 3 Kilometer von den beiden Ortschaften entfernt, liegt die kleine Ortschaft Exeter. Circa drei Kilometer nördlich befindet sich Kemps Hill. Im Süden, zwischen der Ortschaft und der großen Zuchtteichen, befinden sich in ungefähr drei Kilometer Entfernung die Siedlungen Long Wood und Heathfield. Die nächsten größeren Ortschaften sind das sich ungefähr 9 Kilometer nördlich befindende Hayes und Brokebank im Osten, welches sich knapp 4 Kilometer entfernt liegt.